# La Vacquerie
Ne doit pas être confondu avec La Vacquerie-et-Saint-Martin-de-Castries.
La Vacquerie est une ancienne commune française, située dans le département du Calvados en région Normandie, devenue le 1er janvier 2017 une commune déléguée au sein de la commune nouvelle de Caumont-sur-Aure.
Elle est peuplée de 310 habitants.

## Géographie
La commune est aux confins du Bessin et du pays saint-lois. Son bourg est à 4,5 km à l'ouest de Caumont-l'Éventé, à 11 km au sud de Balleroy, à 13 km au nord-est de Torigni-sur-Vire et à 19 km à l'est de Saint-Lô.
| Sallen, Vidouville (comm. nouv. de Saint-Jean-d'Elle, Manche)            | Sallen                                           | Sallen                                             |
| Vidouville (comm. nouv. de Saint-Jean-d'Elle, Manche), Biéville (Manche) | La Vacquerie                                     | Caumont-l'Éventé (comm. nouv. de Caumont-sur-Aure) |
| Biéville (Manche)                                                        | La Lande-sur-Drôme (comm. nouv. de Val de Drôme) | Sept-Vents (comm. nouv. de Val de Drôme)           |

## Toponymie
Le nom de la localité est attesté sous les formes La Wakerie en 1198, Vaquerie en 1208, Vaccaria en 1277, Vacaria en 1277, Vaquières en 1653.
Vacquerie est une forme dialectale de vacherie qui en ancien français désignait un « endroit où il y a des vaches », un « troupeau de vaches ».
Le gentilé est Vacquerois.

## Histoire
Le 1er janvier 2017, La Vacquerie intègre avec deux autres communes la commune de Caumont-sur-Aure créée sous le régime juridique des communes nouvelles instauré par la loi no 2010-1563 du 16 décembre 2010 de réforme des collectivités territoriales. Les communes de Caumont-l'Éventé, de Livry et de La Vacquerie deviennent des communes déléguées et Caumont-l'Éventé est le chef-lieu de la commune nouvelle.

## Politique et administration
| Période                                  | Période       | Identité          | Étiquette | Qualité            |
| ---------------------------------------- | ------------- | ----------------- | --------- | ------------------ |
| ?                                        | ?             | Maurice Requi     | PS        | Conseiller général |
| ?                                        | mars 2001     | Michèle Agnes     |           |                    |
| mars 2001                                | décembre 2016 | Michel Genneviève | SE        | Chef de dépôt      |
| Les données manquantes sont à compléter. |               |                   |           |                    |

Le conseil municipal était composé de onze membres dont le maire et deux adjoints. Ces conseillers intègrent au complet le conseil municipal de Caumont-sur-Aure le 1er janvier 2017 jusqu'en 2020 et Michel Genneviève devient maire délégué.

## Démographie
En 2021, la commune comptait 310 habitants. Depuis 2004, les enquêtes de recensement dans les communes de moins de 10 000 habitants ont lieu tous les cinq ans (en 2004, 2009, 2014, etc. pour La Vacquerie) et les chiffres de population municipale légale des autres années sont des estimations.
Au premier recensement républicain, en 1793, La Vacquerie comptait 846 habitants, population jamais atteinte depuis.
| 1793 | 1800 | 1806 | 1821 | 1831 | 1836 | 1841 | 1846 | 1851 |
| ---- | ---- | ---- | ---- | ---- | ---- | ---- | ---- | ---- |
| 846  | 742  | 785  | 827  | 805  | 777  | 772  | 748  | 741  |

| 1856 | 1861 | 1866 | 1872 | 1876 | 1881 | 1886 | 1891 | 1896 |
| ---- | ---- | ---- | ---- | ---- | ---- | ---- | ---- | ---- |
| 709  | 737  | 676  | 634  | 635  | 620  | 587  | 571  | 546  |

| 1901 | 1906 | 1911 | 1921 | 1926 | 1931 | 1936 | 1946 | 1954 |
| ---- | ---- | ---- | ---- | ---- | ---- | ---- | ---- | ---- |
| 520  | 489  | 466  | 432  | 427  | 394  | 404  | 412  | 369  |

| 1962 | 1968 | 1975 | 1982 | 1990 | 1999 | 2004 | 2009 | 2014 |
| ---- | ---- | ---- | ---- | ---- | ---- | ---- | ---- | ---- |
| 349  | 324  | 275  | 265  | 300  | 298  | 263  | 286  | 303  |

| 2018 | - | - | - | - | - | - | - | - |
| ---- | - | - | - | - | - | - | - | - |
| 300  | - | - | - | - | - | - | - | - |

## Lieux et monuments

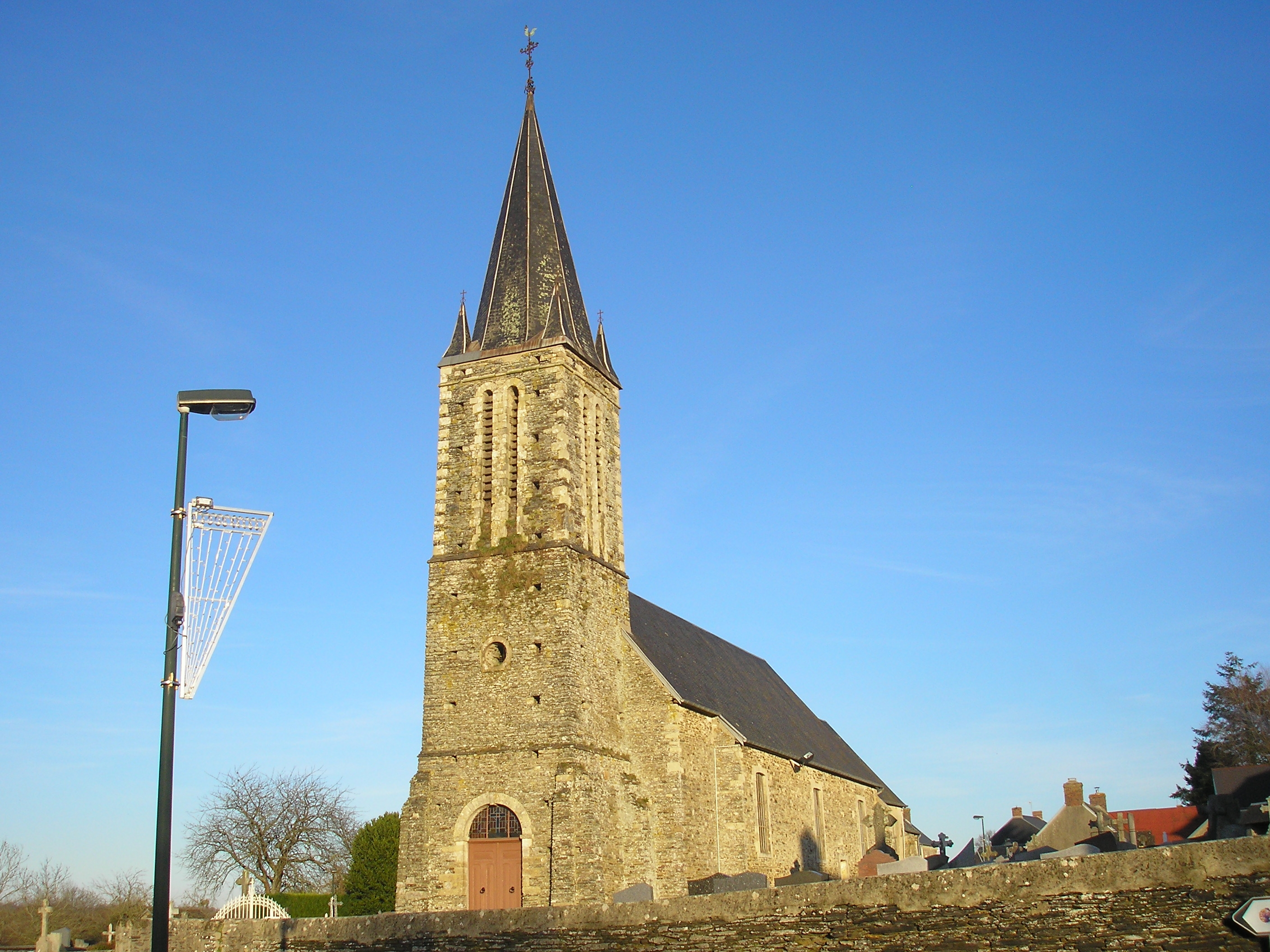
L'église Saint-Sulpice.

- Église Saint-Sulpice (époque romane et XVIIIe siècle).